# 이아름 (태권도 선수)
이아름(1992년 4월 22일~)은 대한민국의 태권도 선수이다.